# Gastrocentrum unicolor
Gastrocentrum unicolor là một loài bọ cánh cứng trong họ Cleridae. Loài này được White miêu tả khoa học đầu tiên năm 1849.